# Jean-Marie Lawniczak
Jean-Marie Lawniczak (* 28. September 1942 in Waziers, Département Nord) ist  ein ehemaliger französischer Fußballspieler und -trainer.

## Karriere
Lawniczak begann seine Karriere beim FC Metz in der zweiten Liga. In der ersten Saison dort kam er 25 Mal zum Einsatz, danach war er längere Zeit Ersatzmann. 1967 stieg er, wieder als erster Torwart, mit dem Team in die erste Liga auf. 1969 wechselte er zum Zweitligisten US Boulogne. Ein Jahr später verließ er den Klub wieder und spielte drei Jahre lang bei der US Valenciennes. In der ersten Saison, an dessen Ende der Abstieg stand, war er Stammtorwart. Beim Wiederaufstieg in der folgenden Saison spielte er keine große Rolle mehr und in der dritten Saison kam er gar nicht mehr zum Einsatz. Daraufhin wechselte er zum Zweitligisten JGA Nevers, wo er nach einem weiteren Jahr seine aktive Karriere beendete. Im selben Jahr begann er beim CS Vittel in der zweiten Liga als Trainer. Der Verein stieg jedoch ab. Fortan arbeitete er für Racing Paris, die meiste Zeit als Trainer. Nach einer Zwischenstation beim RC Besançon kehrte er 1993 zu Paris zurück, wo er bis 2000 Trainer blieb. Danach beendete er auch seine Trainerkarriere.